# 小行星4046
小行星4046（英語：4046 Swain）是一颗围绕太阳公转的小行星。1953年10月7日，印第安纳大学在摩根县发现了此天体。
这颗小行星的绝对星等为77.61135等。